# Sovinjak
Sovinjak je naselje u Istri, gradsko naselje Buzeta. Poznat je po proizvodnji gljiva i raznim spomenicima.

## Znamenitosti
Spomenici:
- crkva Sv. Jurja,
- kapelica Sv. Roka
- Spomenik žrtava fašizma
- kip Slavka Zlatića.

Prirodne znamenitosti: Minjera, najstariji rudnici boksita u Europi, na brdu kod Sovinjaka.

## Stanovništvo
Prema popisu stanovništva iz 2011. godine, naselje je imalo 27 stanovnika.
| broj stanovnika | 205   | 222   | 236   | 217   | 220   | 253   | 959   | 899   | 150   | 111   | 85    | 67    | 39    | 34    | 27    | 27    | 68    |
|                 | 1857. | 1869. | 1880. | 1890. | 1900. | 1910. | 1921. | 1931. | 1948. | 1953. | 1961. | 1971. | 1981. | 1991. | 2001. | 2011. | 2021. |